# Литорал (провинция)
Вижте пояснителната страница за други значения на Литорал.
Литорал (на испански: Litoral) е провинция на Екваториална Гвинея. Разположена е в западната част на континенталната част на страната и граничи с Габон и Камерун. Има излаз на Атлантическия океан. Площта на провинцията е 6665 квадратни километра, а населението, по данни от юли 2015 г., е 367 348 души. Столицата на Литорал е град Бата.